# 池田祐子 (美術史家)
池田 祐子（いけだ ゆうこ）は、日本の美術史家。三菱一号館美術館館長。

## 経歴
大阪大学大学院文学研究科博士課程後期修了後、京都国立近代美術館・国立西洋美術館主任研究員。
2019年4月から京都国立近代美術館学芸課⾧、2022年7月から2024年3月まで副館⾧を務めた。
専門はドイツ（語圏）近代美術・デザイン史。

## 監修
- 「上野リチ：ウィーンからきたデザイン・ファンタジー」展